# 赵长城
赵长城中国战国时期修建，为赵国所筑，分为南北二段。

## 位置分布
赵国南长城修建早于北长城。为赵肃侯所建。该长城由漳水、滏水的堤防连接而成，大体从今武安西南起，向东南延伸至今磁县西南，折而东北行，沿漳水到今肥乡西南。
赵国北长城修建晚于南长城。为赵武灵王所建。该长城由今兴和往西，经卓资县、旗下营，沿大青山南麓过呼和浩特市北、包头市的石拐弯矿区、兴胜乡，越昆都仑沟口，断续延伸到巴彦花镇北面的山脚下。
除南北长城外，赵国还从代郡南起，向西南入今山西省，沿恒山、芦芽山北麓到黄河支岸一线修筑过一段长城。

## 事故
据央视《焦点访谈》报道，河南新乡某采矿企业违规挖砂采砂，十余年间竟将长城遗址唐庄2段部分破坏2155米，当事人竟称不知情。